# Broodje gezond
Een broodje gezond is een belegd broodje, vaak een stuk stokbrood, een wit bolletje of een pistolet, belegd met bijvoorbeeld kaas, ham, een gekookt ei in plakjes, groenten zoals sla, rucola, tomaat, paprika en/of komkommer, eventueel met mayonaise of saus op basis van yoghurt. Vanwege de hoge gehaltes aan vet en zout en het lage gehalte aan vitamines is de term 'gezond' in de naam discutabel.

## Galerij

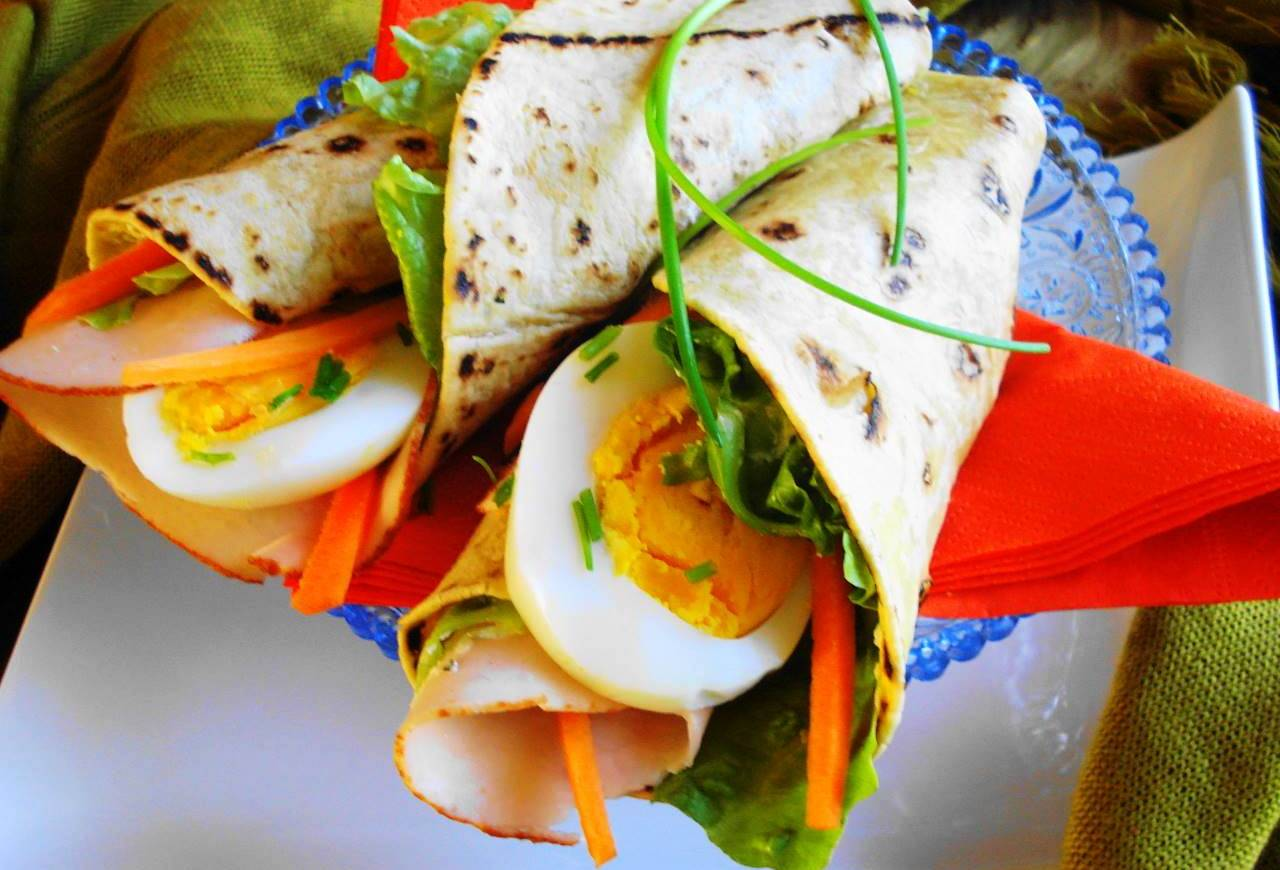
Een wrap gezond, gemaakt van roti